# مايك إي. سميث
مايك إي. سميث (بالإنجليزية: Mike E. Smith)‏ هو فارس أمريكي، ولد في 10 أغسطس 1965 في روزويل في الولايات المتحدة.